# Захаровцы (Хмельницкая область)
Захаровцы (укр. Захарівці) — село в Хмельницком районе Хмельницкой области Украины.
Население по переписи 2001 года составляло 463 человека. Почтовый индекс — 31307. Телефонный код — 382. Занимает площадь 2,311 км². Код КОАТУУ — 6825083001.
В селе родился Герой Советского Союза Пётр Ковац.

## Местный совет
31307, Хмельницкая обл., Хмельницкий р-н, с. Захаровцы, ул. Советская, 50